# Unione Sportiva Lucchese 1923-1924
Questa pagina raccoglie i dati riguardanti l'Unione Sportiva Lucchese nelle competizioni ufficiali della stagione 1923-1924.

## Rosa
| N. |                   | Ruolo | Calciatore            |
| -- | ----------------- | ----- | --------------------- |
|    | Italia (bandiera) | D     | Bacci                 |
|    | Italia (bandiera) | D     | Barabini              |
|    | Italia (bandiera) | A     | Armando Bonino        |
|    | Italia (bandiera) | A     | Ernesto Bonino        |
|    | Italia (bandiera) | C     | Torquato Cecchini (I) |
|    | Italia (bandiera) | A     | Cecchini (II)         |
|    | Italia (bandiera) | C     | Del Debbio            |
|    | Italia (bandiera) | P     | Filippo Dovichi       |

| N. |                   | Ruolo | Calciatore          |
| -- | ----------------- | ----- | ------------------- |
|    | Italia (bandiera) | A     | Giannelli           |
|    | Italia (bandiera) | C     | Giuntoli            |
|    | Italia (bandiera) | A     | Giovanni Lonato     |
|    | Italia (bandiera) | P     | Mannini             |
|    | Italia (bandiera) | A     | Giovanni Moscardini |
|    | Italia (bandiera) | D     | Andrigo Parlanti    |
|    | Italia (bandiera) | C     | Odoacre Pardini     |
|    | Italia (bandiera) | A     | Carlo Ricci         |